# イギリスの炭鉱労働者ストライキ (1893年)

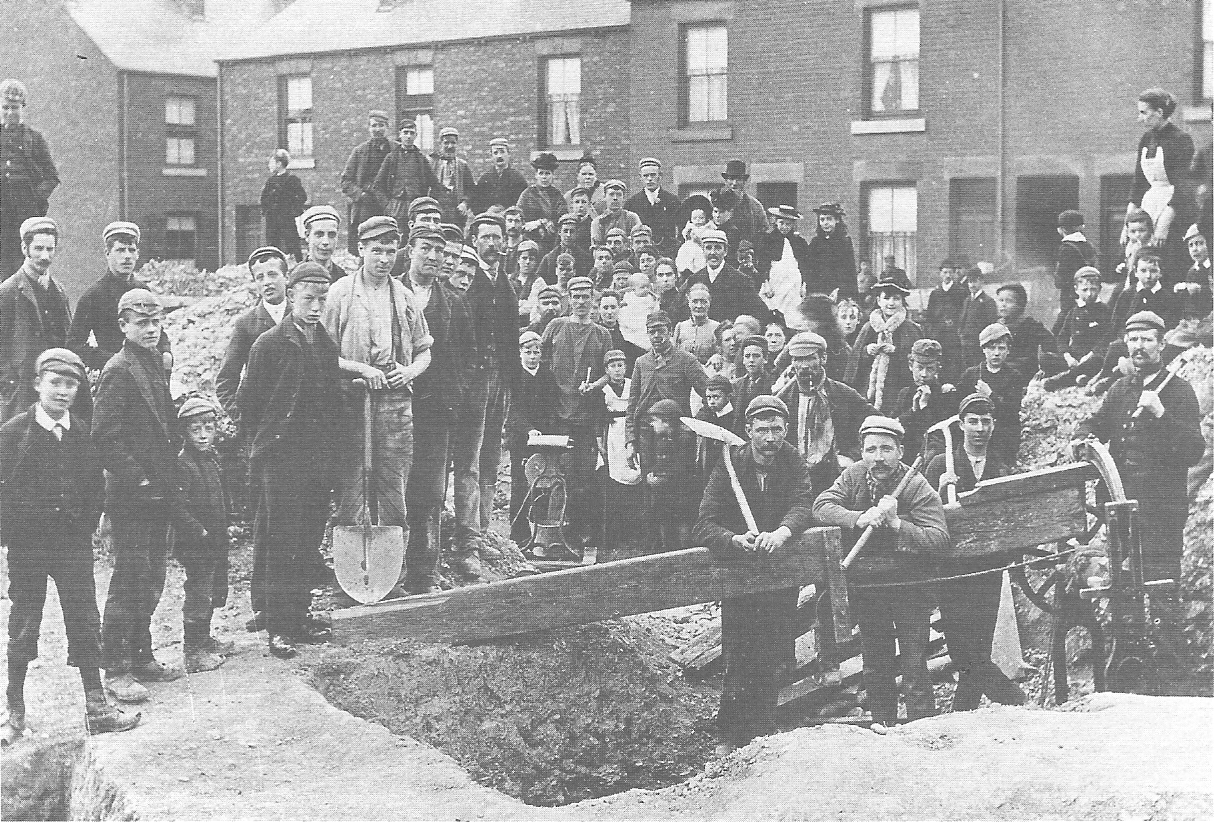
ダーナルでストライキを起こした鉱夫たち。鉱山労働者が発見した石炭層を独自に掘り起こした後加工し、自活していた。

イギリスの炭鉱労働者ストライキ（英語: UK miners' striket）とは、イギリスで1893年に行われた炭鉱労働者による大規模ストライキである。これによりグレートブリテン島の多くの地域に影響が生じた。
ストライキにはディストリクトの約30万人の炭鉱労働者が参加し、イギリスで発生した炭鉱労働者ストライキの中でも大規模なものとなった。そのディストリクトというのはヨークシャー、ランカシャー、チェシャー、スタフォードシャー、ウスターシャー、キャノックチェースとシュロップシャー、ノッティンガムシャー、南ダービーシャー、レスターシャー、ディーンの森、ラドストック、ブリストル、ウォリックシャー、ノースウェールズ、スターリングシャーとモンマスだった。これらの地域はすべて、最近設立されたばかりのイギリス鉱山労働者連盟（MFGB）に加盟しており、いくつかは活発に活動していた。
1890年代に入ってから石炭価格が下落し、余剰な石炭の在庫の削減を期待して、MFGBはディストリクトの全会員に1892年3月12日から1週間の休暇を取るよう指示した。多くの鉱山主は、この休暇が個人の財政状態を悪化させ、ひょっとしたらMFGBの立場を強化することになるのではないかと心配したが、ほぼ例外なくこの休暇は守られた。同時に、ダラムの鉱山主は賃金の10％引き下げを提案し、ダラム鉱山主組合（DMA）の組合員がこれを拒否するよう強く投票したところ、ロックアウトされた。ダラムでは組合が敗北し、鉱夫は当初の提案通り賃金をカットされたまま12週間後に職場に復帰した。この経験から、DMAはMFGBに加盟することになった。

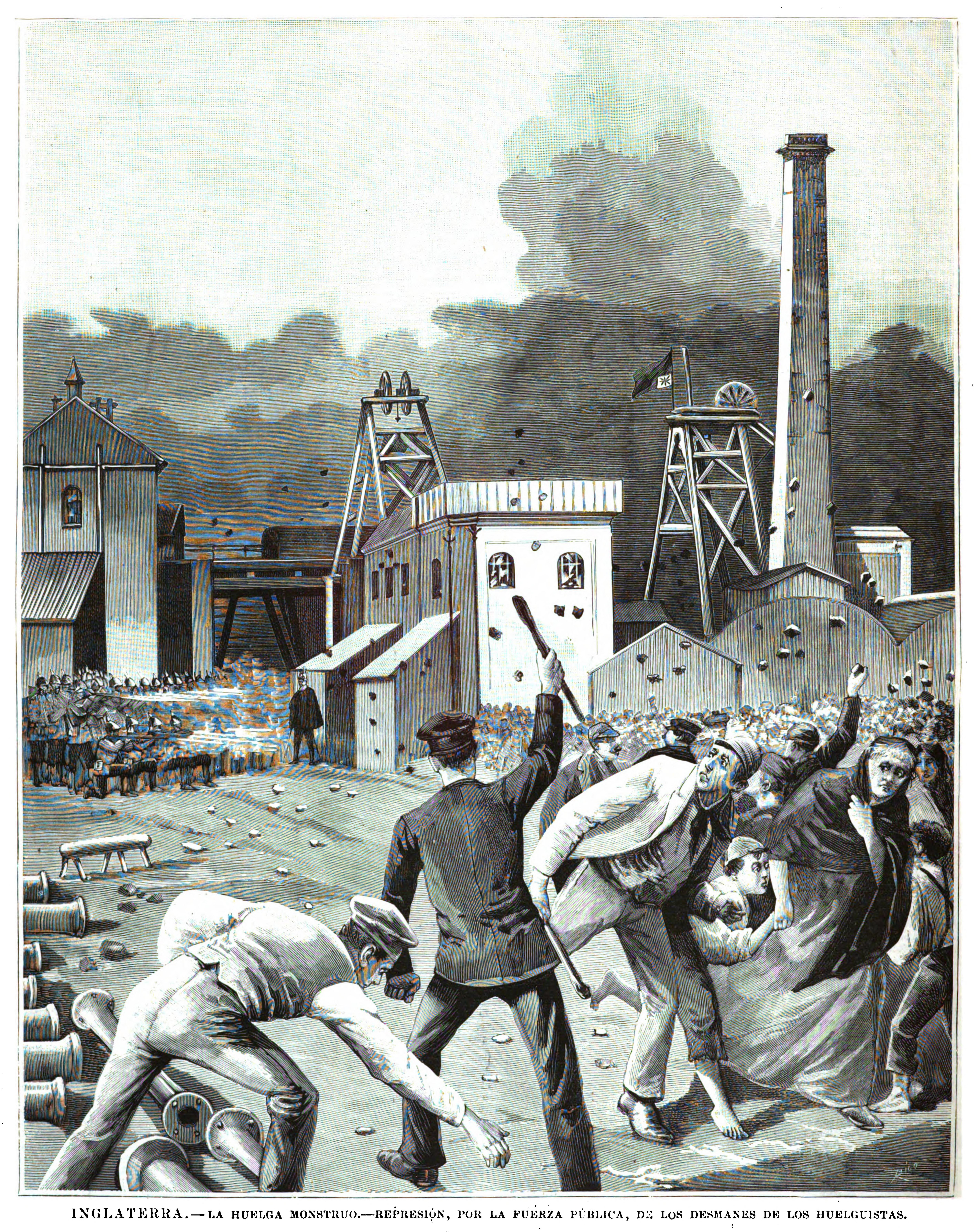
ストライキに対する弾圧を描いたイラスト

各ディストリクトの組合は、1893年6月30日に地区の鉱山主が一斉に賃金の25％カットを発表するまで、賃金水準を維持した。これにはMFGBが強く反対した。同ディストリクトで7月末、ほとんどの炭鉱で組合員である鉱山労働者がロックアウトされ、わずかなスト破り労働者が働き続けた。一部の炭鉱では、削減案の通告がなく、鉱夫が自らストライキを開始したが、このような炭鉱で作業が継続されているところも少なくない。しかし、ダラム・ノーサンバーランド・モンマスシャーの鉱山労働者は協調して一連の行動には参加せず、所属組合はMFGBから脱退または除名された。8月中は膠着状態が続いたが、9月に入ると，ヨークシャーでストライキ中の鉱山労働者とスト破り者との間で広範な衝突が発生した。暴力のあった地域には軍隊が配備され、ヨークシャー鉱夫組合は平和を呼びかけた。9月7日、フェザーストーンで2人の鉱夫が軍隊に殺され、「フェザーストーンの虐殺」として知られるようになった。
MFGBは、旧来の賃金で働ける鉱夫から徐々に復帰することを受け入れ、10月末にはロックアウトされた労働者の数は87000人にまで減少した。鉱山主は15％の賃金引き下げを要求し、11月3、4日にダービーで開かれたA・J・マンデラ議長による会議でそれは検討された。MFGBはこの提案を拒否し、賃金の削減は行わないという要求と、将来の紛争を検討する調停委員会の設立を維持した。ローズベリー伯爵を議長とする第2回会議が開催され、調停委員会の設置、賃金カットなしでの職場復帰、1894年2月1日以前の賃金カットなしという条件で合意した。要求を勝ち取った鉱夫たちは、11月17日に職場復帰を果たした。
1894年2月までに石炭の価格が上昇したため、7月に両者は10％の減給に合意し、それ以上の減給は行わないことになった。